# Перна (Топусько)
Перна (хорв. Perna) — населений пункт у Хорватії, у Сисацько-Мославинській жупанії у складі громади Топусько.

## Населення
Населення за даними перепису 2011 року становило 176 осіб.
Динаміка чисельності населення поселення:

## Клімат
Середня річна температура становить 10,67 °C, середня максимальна – 24,92 °C, а середня мінімальна – -5,77 °C. Середня річна кількість опадів – 1090 мм.
| Клімат поселення                              | Клімат поселення | Клімат поселення | Клімат поселення | Клімат поселення | Клімат поселення | Клімат поселення | Клімат поселення | Клімат поселення | Клімат поселення | Клімат поселення | Клімат поселення | Клімат поселення | Клімат поселення |
| Показник                                      | Січ.             | Лют.             | Бер.             | Квіт.            | Трав.            | Черв.            | Лип.             | Серп.            | Вер.             | Жовт.            | Лист.            | Груд.            |                  |
| Середній максимум, °C                         | 7,15             | 8,72             | 13,05            | 17,22            | 21,74            | 24,92            | 24,02            | 23,41            | 19,96            | 15,14            | 9,36             | 5,33             |                  |
| Середня температура, °C                       | 0,69             | 2,26             | 6,60             | 10,76            | 15,30            | 18,47            | 20,15            | 19,53            | 16,09            | 11,26            | 5,46             | 1,43             |                  |
| Середній мінімум, °C                          | −5,77            | −4,18            | 0,14             | 4,31             | 8,84             | 12,01            | 16,24            | 15,66            | 12,19            | 7,37             | 1,58             | −2,44            |                  |
| Норма опадів, мм                              | 67               | 66               | 77               | 90               | 92               | 101              | 95               | 96               | 102              | 105              | 112              | 87               |                  |
| Середньомісячна швидкість вітру, м/с          | 1.60             | 1.70             | 2.10             | 2.00             | 1.85             | 1.70             | 1.66             | 1.50             | 1.50             | 1.56             | 1.64             | 1.64             |                  |
| Середньомісячна сонячна радіація, кДж/м²·день | 4273             | 7010             | 10553            | 15071            | 19253            | 21260            | 22520            | 19349            | 14280            | 9010             | 4719             | 3500             |                  |
| --------------------------------------------- | ---------------- | ---------------- | ---------------- | ---------------- | ---------------- | ---------------- | ---------------- | ---------------- | ---------------- | ---------------- | ---------------- | ---------------- | ---------------- |
| Джерело:                                      |                  |                  |                  |                  |                  |                  |                  |                  |                  |                  |                  |                  |                  |